# Grand River (North en South Dakota)

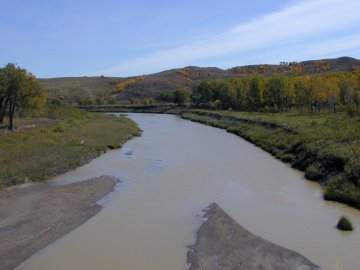
De Grand River ter hoogte van Little Eagle

De Grand River is een zijrivier van de Missouri in North Dakota en South Dakota in de Verenigde Staten. De rivier is 170 km lang.
De Grand River ontstaat door de samenvloeiing van de noordelijke tak (80 km lang) en de zuidelijke tak (90 km lang) in de buurt van de plaats Shadehill in Perkins County in South Dakota, in de buurt van het "Grand River National Grassland", een nationaal park. De rivier stroomt oostwaarts door het "Standing Rock Indian Reservation" (geboorteplaats van de legendarische Indianenleider Sitting Bull) en mondt uit in het Lake Oahe in de Missouri, ongeveer 16 km noordwest van Mobridge.